# 伯爾格瓦尼鄉
46°59′40″N 26°38′33″E / 46.99454°N 26.64262°E
伯爾格瓦尼鄉（羅馬尼亞語：Comuna Bârgăuani, Neamț），是羅馬尼亞的鄉份，位於該國東北部，由尼亞姆茨縣負責管轄，面積77平方公里，海拔高度347米，2007年人口4,097，人口密度每平方公里53人。